# Jason Johnson (baseball)
Pour les articles homonymes, voir Jason Johnson.
Jason Michael Johnson (né le 27 octobre 1973 à Santa Barbara, Californie) est un joueur américain de baseball qui joue en Ligue majeure de baseball de 1997 à 2008.

## Biographie

### Pirates de Pittsburgh
Jason Johnson est diplômé du lycée Conner à Hebron dans le Kentucky. Il n'est pas allé à l'université, signant son premier contrat professionnel avec les Pirates de Pittsburgh comme agent libre non-drafté en 1992. Après six saisons en ligues mineures, il fait ses débuts en Ligue majeure avec les Pirates le 27 août 1997 en lançant une manche en relève contre les Dodgers de Los Angeles. Pour son premier lancer, il offre un circuit à Mike Piazza.

### Devil Rays de Tampa Bay
Le 18 novembre 1997, il est sélectionné par les Devil Rays de Tampa Bay lors de la draft d'expansion (en). Il entame la saison avec les Durham Bulls en Triple-A puis est appelé en Ligue majeure pour intégrer la rotation des lanceurs partants. Il est crédité de sa première victoire lors de son premier match le 23 avril face aux Rangers du Texas. Il commence 13 matchs comme lanceur partant (2 victoires pour 5 défaites), mais doit mettre un terme à sa saison le 3 juillet en raison de douleurs au dos. En octobre et novembre, il participe à l'Arizona Fall League avec les Grand Canyons Rafters. Il est nommé Lanceur de l'année de l'équipe grâce à 7 victoires.

### Orioles de Baltimore
Cinq jours avant le début de la saison 1999, il est transféré aux Orioles de Baltimore. Il est affecté aux Rochester Red Wings en Triple-A en début de saison, puis intègre la rotation des lanceurs partants le 20 mai. Il finit sa première saison complète en Ligue majeure avec un bilan de 8 victoires pour 7 défaites en 22 matchs (21 départs). En 2000, il aligne 8 défaites sans victoire en 15 matchs (12 départs). Il retourne en Triple-A le 7 juillet, puis revient avec les Orioles le 4 août. Il décroche sa première et seule victoire de la saison face aux Devil Rays de Tampa Bay comme lanceur de relève à la fin d'une rencontre en 15 manches.
En 2001, il termine la saison avec 10 victoires (pour 12 défaites) en 32 départs, le meilleur total de victoires pour un lanceur des Orioles qui finissent avec seulement 63 victoires (pour 98 défaites). Le 20 janvier 2002, il reçoit le Tony Conigliaro Award, décerné par l'Association des journalistes de baseball de Boston, qui récompense la détermination à surmonter les obstacles. Diagnostiqué avec un diabète de type 1 à l'âge de 11 ans, il a poursuivi sa carrière sportive malgré les risques médicaux. Son début de saison 2002 est marquée par une blessure au majeur droit qui l'écarte des terrains pendant un mois et demi. Fin juillet, il est mis au repos en raison d'une tendinite à l'épaule droite. Ces blessures le limitent à 22 départs pour un bilan de 5 victoires et 14 défaites, dont 9 lors de ses 11 derniers départs. Il commence la saison 2003 comme cinquième lanceur de la rotation, mais reste le plus constant parmi les lanceurs partants avec 32 départs. Il égale sa meilleure performance en saison avec 10 victoires, dont 4 consécutives au mois d'avril, et améliore son total de retraits sur prises en une saison avec 118 frappeurs éliminés.

### Tigers de Détroit
Le 21 décembre 2003, il devient agent libre et signe un contrat avec les Tigers de Détroit le 30 décembre. Pour sa première saison avec les Tigers, il lance le premier match de la saison (Opening Day) le 5 avril 2004 à Toronto face aux Blue Jays. Il n'accorde aucun point en six manches lancées et décroche sa première victoire de la saison. En raison d'une cloque au majeur droit, il ne lance pas plus de six manches lors de ses 9 premiers départs de la saison. Le 11 juillet, il lance son premier blanchissage en carrière face aux Twins du Minnesota et leur lanceur vedette Johan Santana, réussissant 11 retraits sur prises, son meilleur total en carrière sur un match. Il est nommé Joueur de la semaine en Ligue américaine (5-11 juillet) après avoir remporté deux victoires en deux départs. Il est le premier lanceur des Tigers à recevoir ce trophée depuis Walt Terrell en 1991. Sa fin de saison est marquée par 7 défaites sans victoire lors de ses 11 derniers départs. Il termine avec 8 victoires et 15 défaites en 33 départs. Il améliore ses records personnels sur une saison avec 196 2⁄3 manches et 125 retraits sur prises.
En 2005, il devient le premier joueur des ligues majeures à porter une pompe à insuline pendant les rencontres. Il est aligné comme lanceur numéro 3 de la rotation et commence 33 rencontres, confirmant sa réputation de dévoreur de manches avec 210 manches lancées. Il lance au moins 6 manches lors de 25 départs et aligne 5 rencontres avec 8 manches du 10 mai au 3 juin. Le 8 juin, il frappe son premier circuit en carrière face aux Dodgers de Los Angeles lors d'une rencontre interligue (les lanceurs de Ligue américaine ne passent au bâton que pendant ces rencontres). Avant la pause du All-Star Game en juillet, il présente un bilan de 5 victoires pour 7 défaites et une moyenne de 3,39 points mérités en 18 départs. Sa fin de saison est moins brillante avec un bilan de 3 victoires pour 6 défaites et une moyenne de 5,67 points mérités en 15 départs. Il termine ses deux saisons chez les Tigers avec un bilan de 16 victoires pour 28 défaites et devient agent libre le 28 octobre 2005.

### Indians de Cleveland
Le 26 décembre 2005, il signe un contrat d'une année avec les Indians de Cleveland pour un salaire de 4 millions de dollars hors primes de performances. Il commence 14 rencontres comme 5e lanceur partant des Indians pour un bilan de 3 victoires, 8 défaites et une moyenne de 5,96 points mérités. Le 20 juin, il est désigné pour assignation après une défaite face aux Cubs de Chicago.

### Red Sox de Boston
Le 21 juin, son contrat est racheté par les Red Sox de Boston qui font face aux blessures de deux lanceurs partants David Wells et Matt Clement. Il fait ses débuts sous son nouvel uniforme le 30 juin contre les Marlins de la Floride, mais récolte une nouvelle défaite. Après une deuxième défaite le 5 juillet, il est assigné en ligues mineures aux Wilmington Blue Rocks (niveau A) pendant la pause du All-Star Game. Il revient en Ligue majeure le 1er août contre les Indians et C.C. Sabathia pour une nouvelle défaite. Le 18 juillet, il est désigné pour assignation après sa quatrième défaite en six départs sous le maillot des Red Sox, cette fois face aux Yankees de New York.

### Reds de Cincinnati
Le 30 août 2006, il est libéré par les Red Sox et signe un contrat de ligues mineures avec les Reds de Cincinnati. Il est assigné en Triple-A avec les Louisville Bats, puis est appelé en Ligue majeure le 6 septembre en remplacement d'Eddie Guardado, blessé jusqu'à la fin de la saison. Il lance lors de quatre rencontres en relève, mais ne récolte aucune décision. Il devient agent libre après la fin de la saison.

### Seibu Lions
Le 10 janvier 2007, les Seibu Lions annoncent la signature d'un contrat d'une année pour 350 millions de yens (environ 3,5 millions de dollars) avec Jason Johnson dans l'espoir de remplacer Daisuke Matsuzaka, leur lanceur vedette parti aux Red Sox de Boston. Gêné par une blessure à l'épaule, il ne prend part qu'à 7 matchs et termine avec un bilan d'une victoire pour 4 défaites.

### Dodgers de Los Angeles
Le 7 février 2008, il signe un contrat de ligues mineures avec les Dodgers de Los Angeles et participe au camp d'entraînement avant le début de la saison. Il n'est pas retenu parmi les 40 joueurs et commence la saison avec les Las Vegas 51s en Triple-A. En 20 matchs et 16 départs à Las Vegas, il présente un bilan de 11 victoires pour 5 défaites et une moyenne de 3,82 points mérités en 113 manches lancées. Le 18 juillet, il est appelé en Ligue majeure et lance 3 manches en relève face aux Diamondbacks de l'Arizona, après un début de rencontre difficile d'Hiroki Kuroda. Le 22 juillet, il fait une deuxième apparition en relève (4 manches) face aux Rockies du Colorado. Ses bonnes performances en Triple-A et en relève, ainsi que la blessure de Brad Penny, lui valent de commencer sa première rencontre en Ligue majeure depuis deux ans le 29 juillet.

## Statistiques de joueur

### Statistiques en MLB
| Statistiques de lanceur |            |            |     |     |    |    |    |        |     |      |
| Saison                  | Équipe     | Ligue      | G   | GS  | W  | L  | SV | IP     | SO  | ERA  |
| 1997                    | PIT        | MLB        | 3   | 0   | 0  | 0  | 0  | 6.0    | 3   | 6,00 |
| 1998                    | TBD        | MLB        | 13  | 13  | 2  | 5  | 0  | 60.0   | 36  | 5,70 |
| 1999                    | BAL        | MLB        | 22  | 21  | 8  | 7  | 0  | 115.1  | 71  | 5,46 |
| 2000                    | BAL        | MLB        | 25  | 13  | 1  | 10 | 0  | 107.2  | 79  | 7,02 |
| 2001                    | BAL        | MLB        | 32  | 32  | 10 | 12 | 0  | 196.0  | 114 | 4,09 |
| 2002                    | BAL        | MLB        | 22  | 22  | 5  | 14 | 0  | 131.1  | 97  | 4,59 |
| 2003                    | BAL        | MLB        | 32  | 32  | 10 | 10 | 0  | 189.2  | 118 | 4,18 |
| 2004                    | DET        | MLB        | 33  | 33  | 8  | 15 | 0  | 196.2  | 125 | 5,13 |
| 2005                    | DET        | MLB        | 33  | 33  | 8  | 13 | 0  | 210.0  | 93  | 4,54 |
| 2006                    | CLE        | MLB        | 14  | 14  | 3  | 8  | 0  | 77.0   | 32  | 5,96 |
| 2006                    | BOS        | MLB        | 6   | 6   | 0  | 4  | 0  | 29.1   | 18  | 7,36 |
| 2006                    | CIN        | MLB        | 4   | 0   | 0  | 0  | 0  | 8.2    | 4   | 3,12 |
| Totaux                  | 10 saisons | 10 saisons | 239 | 219 | 55 | 98 | 0  | 1327.2 | 790 | 4,99 |

### Statistiques en NPB
| Statistiques de lanceur |        |       |   |    |   |   |    |      |    |      |
| Saison                  | Équipe | Ligue | G | GS | W | L | SV | IP   | SO | ERA  |
| 2007                    | SEI    | NPB   | 7 | 7  | 1 | 4 | 0  | 41.1 | 19 | 4,35 |